# 薩伏依酒店
薩伏依酒店（英語：Savoy Hotel）是英国伦敦的一座豪华旅馆，位于西敏市河岸街。

## 历史
制作人理查德·多伊利·卡特用来自吉爾伯特與沙利文剧院的利润修建了这座酒店，于1889年8月6日开业。它是卡特家族拥有的萨沃伊酒店和餐馆集团中的第一个酒店，也是英国第一家豪华酒店，最早引进了电灯、电梯、大部分客房设浴室以及不间断冷热水供应。卡特聘请了经理恺撒·里兹和法国厨师奥古斯特·埃科菲，他们建立了酒店服务，娱乐和餐饮前所未有的质量标准，吸引了皇室和和其他富裕客人和食客。温斯顿·丘吉尔经常带他的内阁在酒店吃午饭。
薩伏依酒店是卡特最成功的一次创业。它的乐队，Savoy Orpheans和萨沃伊哈瓦那乐队获得了声誉，其他艺人（也常常成为嘉宾）包括包括乔治·格什温、法蘭·仙納杜拉、蓮納·荷恩和诺埃尔·科沃德。著名的嘉宾包括爱德华七世、恩里科·卡鲁索、查理·卓别林、哈利·S·杜鲁门、朱迪·加兰、貝比·魯斯、劳伦斯·奥利维尔、玛丽莲·梦露、約翰·韋恩、亨弗莱·鲍嘉、伊丽莎白·泰勒、芭芭拉·史翠珊、披頭四樂隊等等。
薩伏依酒店现在由费尔蒙酒店集团经营。它被称为“伦敦最有名的酒店”，现在仍然是伦敦最负盛名和最豪华的酒店之一，有268间客房，可欣赏到泰晤士河全景。酒店于2007年12月关闭维修，2010年10月重新开业。维修费用达2.2亿英镑。